# Hôtel Carré de Candé
Pour les articles homonymes, voir Candé (homonymie).
L’hôtel Carré de Candé est un hôtel particulier construit au XVIIIe siècle, situé dans la commune de La Rochelle, dans le département français de la Charente-Maritime, en région Nouvelle-Aquitaine.
Il est construit pour François-Charles Carré de Candé à l’emplacement de l’ancien hôtel de Marsan datant du XVIe siècle.

## Histoire
Le bâtiment actuel se trouve à l’emplacement de l’ancien hôtel de Marsan, légué en 1617 à l’hôpital Saint-Barthélémy, en vue de l’incorporer à ce dernier. 

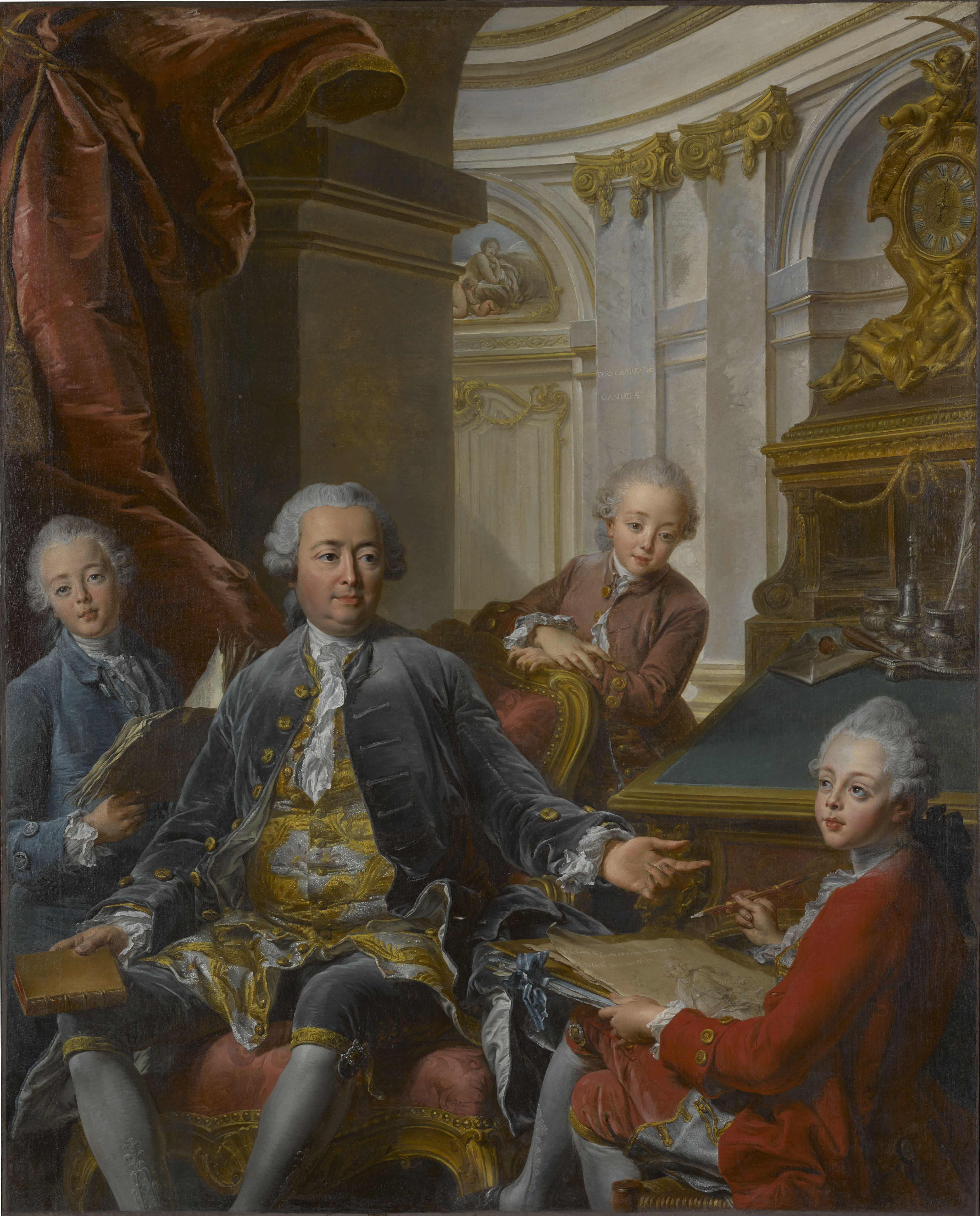
Portrait de Monsieur Carré de Candé et de ses trois fils, par Jean Valade.

À partir de 1626 et pendant le siège de la ville, l'hôtel est loué à Catherine de Parthenay, duchesse de Rohan, qui y réside alors avec sa fille Anne jusqu'en 1629. 
Peu de temps avant la fin du siège, le roi Louis XIII confisque l’hôtel et le confie aux capucins qui y donne alors une messe en sa présence. Ceux-ci envisagent ensuite de démolir l’hôtel en vue d’y installer un couvent. Bien peu adapté à cette destinée, le projet est avorté et établi ailleurs. 
Inoccupé, l'hôtel est vendu en 1770, à François-Charles Carré, seigneur de Candé, de Bazoges-en-Pareds et de Margorie, conseiller-secrétaire du roi, président trésorier de France au bureau des finances et chambre du domaine de la généralité de La Rochelle. Celui-ci fait alors raser l’ancien hôtel et y fait construire l’édifice actuel. 
Aujourd’hui, propriété privée, l’hôtel ne se visite pas.

## Architecture
Bâtiment en U muni d’une vaste cour intérieure à deux pans coupés, composé à l’origine, d’un sous-sol et de deux niveaux puis d’un troisième ajouté au XIXe siècle.
L'escalier d’honneur, situé dans l’aile ouest, présente un décor de médaillons en camées feuillagés et de bas-reliefs à guirlandes de fleurs, typique du style Transition.

## Protection
L’hôtel est inscrit aux monuments historiques par arrêté du 24 octobre 1997 pour ses façades et toitures, son portail, son grand salon axial et ses boiseries, ainsi que sa cage d'escalier y compris l'escalier et sa rampe de ferronnerie.